# Klobsäge

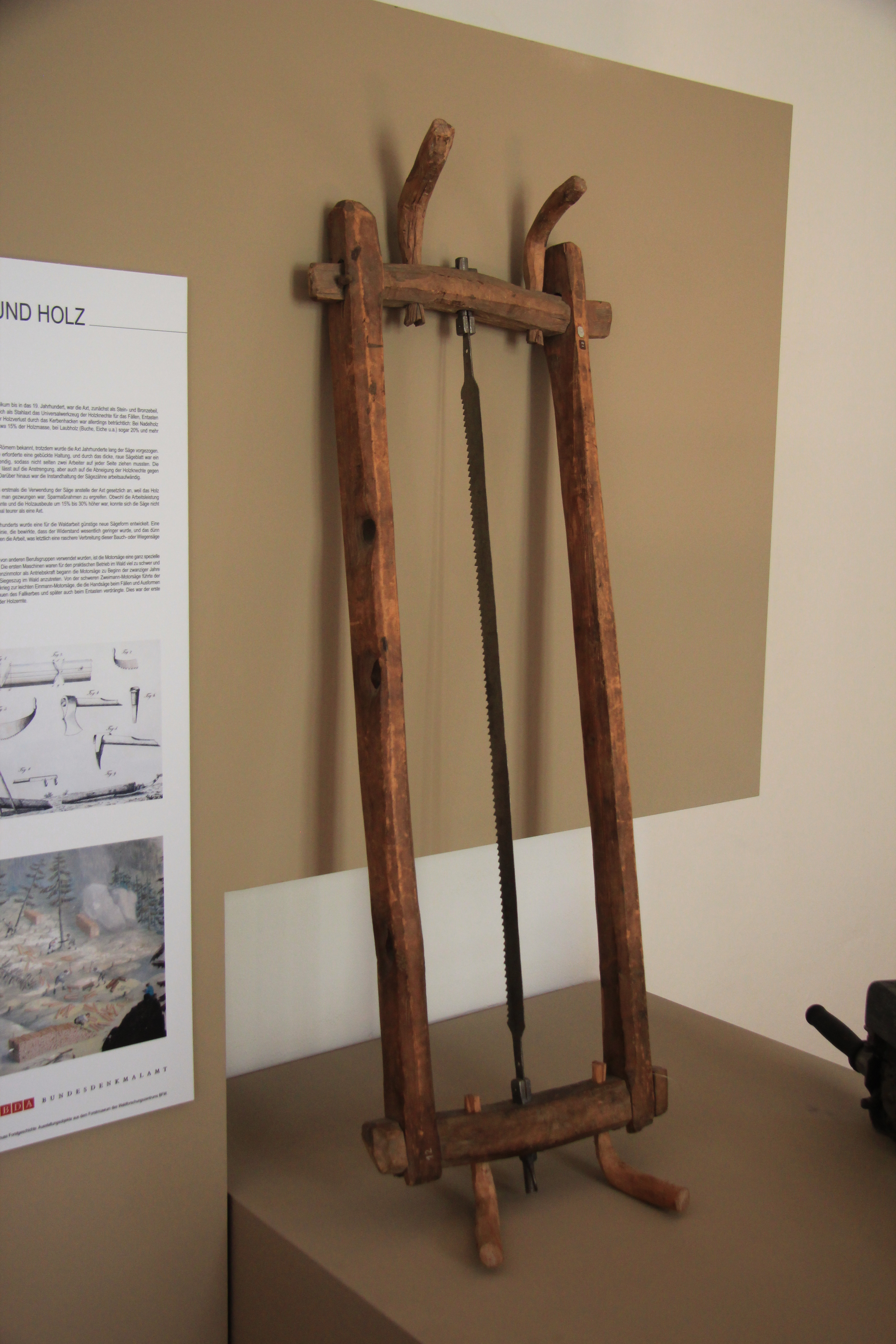
Klobsäge, hier mit schmalem Blatt

Die Klobsäge ist eine handgeführte Säge zum Teilen von Rundholzstämmen zu Brettern, Bohlen oder Furnieren.
Die Klobsäge gehört zu den gespannten Handsägen. Sie besteht aus einem hölzernen Rahmen mit innen längs eingespanntem Sägeblatt von bis zu 150 cm Länge. Das Sägeblatt ist zur Verringerung des Schnittverlustes dünn und zur besseren Führung in Schnittrichtung etwa 100 bis 130 mm breit. Es wird mit Kloben an den Querstreben eingehängt und über eine Schraube gespannt. Oft befinden sich an der unteren Querstrebe Griffe, an der oberen eine Griffleiste an zusätzlichen Verlängerungsstreben. Bei anderen Ausführungen ragen die Querstreben des Rahmens über die Längsstreben hinaus und sind zum besseren Greifen ausgeformt.
Die Klobsäge wurde meistens senkrecht von zwei oder mehr Arbeitern geführt, wobei der aufzutrennende Stamm horizontal oder schräg auf einem Gestell oder über einer Grube lag. Beim Schneiden von Furnier wurde auch waagerecht mit senkrecht gespanntem Stamm gearbeitet.

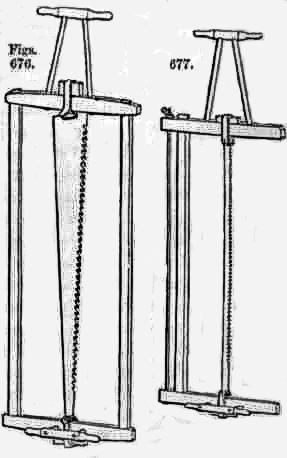
Unterschiedliche Klobsägen
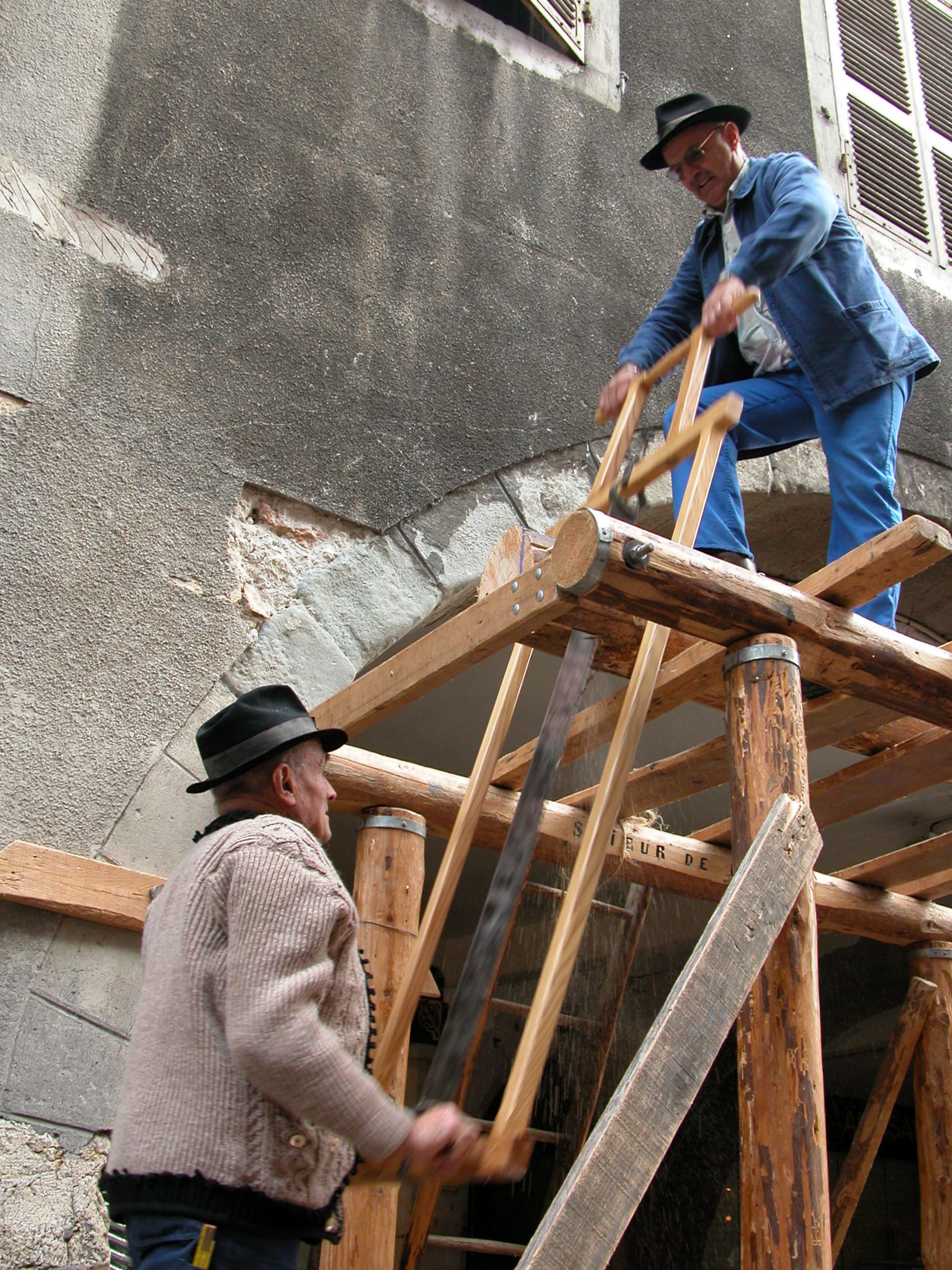
Klobsäge im Gebrauch
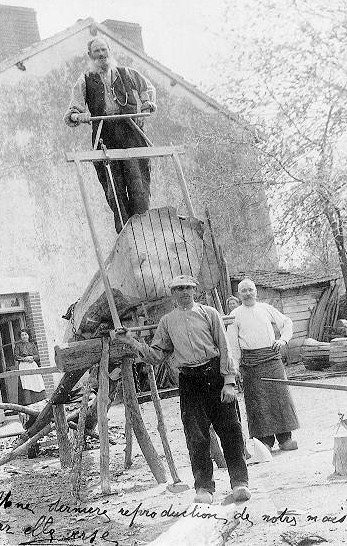
Klobsäge mit außermittig gespanntem Sägeblatt

Der Gebrauch der Klobsäge wird durch Darstellungen und Zeichnungen seit dem Altertum gezeigt.